# Hèrcules III d'Este
Hèrcules III d'Este o Hèrcules III de Mòdena (Mòdena, Ducat de Mòdena 1727 - Treviso, República d'Itàlia 1803) fou un membre de la Casa d'Este que va esdevenir duc de Mòdena entre 1780 i 1796, moment en el qual fou destronat.

## Família
Era fill del duc Francesc III d'Este i Carlota d'Orleans. Fou net per línia paterna del també duc Reinaldo III d'Este i Carlota Felicitat de Brunsvic-Lüneburg, i per línia materna de Felip III d'Orleans i Francesca Maria de Blois. Fou germà, entre d'altre, de Maria Teresa d'Este, casada amb Lluís de Borbó-Penthièvre, i de Maria Fortunata d'Este, casada amb Lluís Francesc de Borbó-Conti.

## Núpcies i descendents
Es casà el 16 d'abril de 1741 a la ciutat de Massa amb Maria Teresa Cybo Malaspina, hereva del Ducat de Massa i Carrara. D'aquesta unió nasqueren:
- Reinaldo d'Este (1753)
- Maria Beatriu d'Este (1750-1829), casada el 1771 amb Ferran III d'Àustria, amb la qual van iniciar el nou llinatge d'Àustria-Este.

Es casà el 1790, en un matrimoni morganàtic, amb Chiara Marini, la seva amant durant dècades, amb qui va tenir un fill natural: 
- Hèrcules d'Este (1770-1795), marquès de Scandiano

## Ascens al poder
El seu primer casament amb Maria Teres Cybo comportà l'annexió del Ducat de Massa i Carrara al Ducat de Mòdena en ser nomenat Hèrcules III duc de Mòdena el 1780 a la mort del seu pare.
Continuà les reformes iniciades pel seu pare, construint diversos ponts a la Via Emília al seu pas per Rubiera i Mòdena, i millorar les comunicacions terrestres amb els estats veïns. El 1785 fundà l'Acadèmia Estense de Belles Arts, en la qual desenvoluparen els seus treballs artistes com Lazzaro Spallanzani, Giambattista Venturi, Girolamo Tiraboschi i Lodovico Ricci, entre d'altres.
La invasió francesa del ducat durant el maig de 1796 provocà la seva fugida a Venècia, on fou capturat per les tropes de Napoleó Bonaparte. L'ocupació francesa comportà la pèrdua del ducat i la seva annexió a la República Cispadana. Amb la signatura del Tractat de Campo Formio (1797) i Lunéville (1801) se li assignaren territoris a Brisgòvia per la pèrdua del ducat, si bé mai prengué possessió d'ells. Establert a Treviso, morí en aquesta ciutat el 14 d'octubre de 1803.
La seva filla Maria Beatriu d'Este, en finalitzar el domini francès del nord d'Itàlia, reclamà els drets del seu pare en nom del seu marit, el qual fou proclamat duc de Mòdena el 1814 amb el nom de Ferran III de Mòdena.